# Списък на общините на Рорайма
Общините на Рорайма са официалните подразделения на бразилския щат Рорайма, в северния регион на страната. Според IBGE (Бразилския институт по география и статистика), щатът е разделен на 15 общини, като последната промяна на границите е от 1 юли 1982 г. Така, Рорайма се нарежда на първо място сред бразилските щати с най-малък брой общини, следван от Амапа̀, с 16, Акри с 22 и Рондония с 52. Също така е и най-малко населената федеративна единица на Бразилия, с общо население от 421 499 жители. Щатът официално се дели и на 4 микрорегиона (Боа Виста, Каракараи, Североизточна и Югоизточна Рорайма) и на 2 мезорегиона (Северна и Южна Рорайма).
Общата площ на щата е 224 300 km², с което се нарежда на 14-о място в страната, и с територия сравнима с тази на Румъния. Най-голяма община по територия е Каракараи, с 47 411 km², а най-малката е Сао Луис, с 1527 km² площ.
Рорайма граничи с щата Пара на югоизток, с Амазонас на юг и запад, с Венецуела на север и запад, както и с Гаяна на изток. В Боа Виста, единствената щатска столица на Бразилия, разположена изцяло в северното полукълбо, се намира правителството на щата.
Разположен е в периферията на район, познат като Легалната Амазония (Amazônia Legal), като преобладава амазонската джунгла, както и една обширна саванна зона в централно-източната част на щата. Разположен в Гвианското плато, част от него принадлежи към Амазонската низина. По този начин щатът представлява своеобразна мозайка от култури, фауна и флора. Икономиката се основава на сектора на услугите, на земеделието (ориз, фасул, царевица и маниока), животновъдството (говеда, свине и овце) и извличането на суровини (дървесина, злато, диаманти, каситерит). Рорайма все още е най-изоставащият бразилски щат по брутен вътрешен продукт в страната, въпреки високият прираст, който се наблюдава в последните години.

## Общини (градове)
|    |  | Община             | Територия (km²) | Мезорегион      | Микрорегион           |
| -- |  | ------------------ | --------------- | --------------- | --------------------- |
| 1  |  | Алто Алегри        | 26 109,70       | Северна Рорайма | Боа Виста             |
| 2  |  | Амажари            | 28 472          | Северна Рорайма | Боа Виста             |
| 3  |  | Боа Виста          | 5687            | Северна Рорайма | Боа Виста             |
| 4  |  | Бонфин             | 8095            | Северна Рорайма | Североизточна Рорайма |
| 5  |  | Ирасема            | 14 119          | Южна Рорайма    | Каракараи             |
| 6  |  | Канта              | 7691            | Северна Рорайма | Североизточна Рорайма |
| 7  |  | Каракараи          | 47 411          | Южна Рорайма    | Каракараи             |
| 8  |  | Кароеби            | 12 066          | Южна Рорайма    | Югоизточна Рорайма    |
| 9  |  | Мукажаи            | 12 751          | Южна Рорайма    | Каракараи             |
| 10 |  | Нормандия          | 6967            | Северна Рорайма | Североизточна Рорайма |
| 11 |  | Пакарайма          | 8028            | Северна Рорайма | Боа Виста             |
| 12 |  | Рорайнополис       | 33 594          | Южна Рорайма    | Югоизточна Рорайма    |
| 13 |  | Сао Жоао да Бализа | 4284            | Южна Рорайма    | Югоизточна Рорайма    |
| 14 |  | Сао Луис           | 1527            | Южна Рорайма    | Югоизточна Рорайма    |
| 15 |  | Уйрамутан          | 8066            | Северна Рорайма | Североизточна Рорайма |